# Lisa Martin
Lisa Martin (nascida em 23 de maio de 1972) é uma cavaleira paralímpica australiana. Disputou os Jogos Paralímpicos de Verão de 2016 no Rio de Janeiro, onde foi integrante da equipe australiana que terminou em nono na competição feminina por equipes do hipismo.